# Месензовка
Месензовка (укр. Масензівка) — село, Берёзовская сельская община, Шосткинский район, Сумская область, Украина.
Код КОАТУУ — 5921583704. Население по переписи 2001 года составляло 45 человек.

## Географическое положение
Село Месензовка находится на берегу реки Яновка, выше по течению примыкает село Первомайское, ниже по течению примыкает село Нарбутовка. Рядом проходит железная дорога, станция Холмовка в 1,5 км.